# Tryl (muzyka)
Tryl – rodzaj ozdobnika, który polega na szybkim naprzemiennym graniu dźwięku właściwego i jego górnej sekundy (małej lub wielkiej, w zależności od tonacji lub znaków chromatycznych).
W nowoczesnej notacji muzycznej tryl jest głównie zaznaczany literami tr nad trylowaną nutą. Czasem są one z falistą linią, dawniej używano jedynie falistej linii. Następujące dwie notacje są równoznaczne:
Zarówno „tr”, jak i linia falista są niezbędne dla klarowności, gdy oczekuje się, iż tryl będzie stosowany na co najmniej dwóch nutach. Także, gdy jest dołączony do nuty w jednej części, która reprezentuje mniejsze wartości nut w innych częściach, nie ma wątpliwości jeśli zarówno litery, jak i linia są użyte. 
Na powyższym obrazku przedstawiono przybliżony sposób wykonywania trylu. W wielu przypadkach prędkość trylu nie jest stała, jak na nagraniu, ale zaczyna się wolniej i przyśpiesza. Rodzaj grania trylu jest sprawą gustu muzycznego.
Liczba zmian dźwięku zależy od długości nuty z trylem. W wolniejszym tempie, gdy nuta jest grana dłużej, w trylu pojawi się więcej dźwięków, ale w szybkim tempie (przy krótkiej nucie) tryl może zredukować się do danej nuty, dźwięku wyższego o sekundę i ponownie danej nuty. 
Tryle mogą być także zaczynane na dźwięku powyżej nuty zaznaczonej trylem.